# آهنگ کاهش
آهنگ کاهش یا لپس ریت (انگلیسی: Lapse rate) به نرخ کاهش دمای اتمسفری زمین با افزایش ارتفاع یا افزایش دما با کاهش ارتفاع گفته می‌شود. این اصطلاح بیشتر در علوم جوی به‌کار می‌رود. 
تفاوت در آهنگ کاهش محیطی در جو زمین اثر مهمی در هواشناسی و به‌ویژه در تروپوسفر دارد. آهنگ کاهش به منظور تعیین میزان صعود هوا جهت تراکم و تبدیل بخار به ابر مورد استفاده قرار می‌گیرد.

## تغییرات دما در برابر ارتفاع

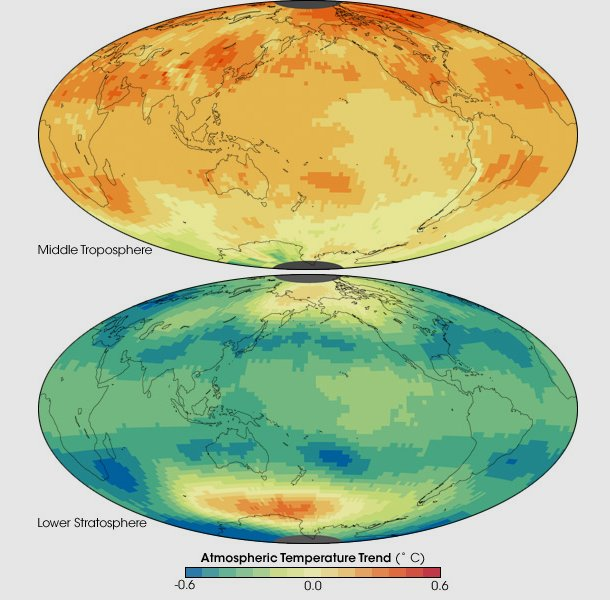
این تصاویر روند دما را در دو لایه ضخیم جوّ نشان می‌دهد که توسط مجموعه ای از ابزارهای ماهواره ای بین ژانویه ۱۹۷۹ و دسامبر ۲۰۰۵ اندازه‌گیری شده است. این اندازه‌گیری‌ها توسط واحدهای گمانه‌زنی ریزموج و واحدهای گمانه‌زنی پیشرفته ریزموج که بر روی یک سری از ماهواره‌های هواشناسی اداره ملی اقیانوسی و جوی ایالات متحده (NOAA) پرواز می‌کنند، انجام شده است. این ابزارها انرژی ریزموج بازتابیده‌شده از مولکول‌های اکسیژن در اتمسفر را ثبت می‌کنند. منبع:

دما در ارتفاعات مختلف نسبت به سطح زمین بسیار متفاوت است. این تفاوت در دما چهار لایه موجود در اتمسفر زمین را مشخص می‌کند که عبارتند از تروپوسفر، استراتوسفر، مزوسفر و ترموسفر.
تروپوسفر پایین‌ترین لایه از این چهار لایه است و از سطح زمین تا حدود ۱۱ کیلومتر (۶٫۸ مایل) در جوّ زمین امتداد دارد، یعنی جایی که تروپوپاز (مرز بین استراتوسفر و تروپوسفر) قرار دارد. عرض تروپوسفر بسته به عرض جغرافیایی می‌تواند متفاوت باشد: به عنوان مثال، تروپوسفر در مناطق مدارگانی ضخیم‌تر و در حدود ۱۶ کیلومتر (۹٫۹ مایل) است، زیرا مناطق مدارگانی معمولاً گرم‌تر هستند. از سوی دیگر عرض تروپوسفر در قطب‌ها نازک‌تر و در حدود ۸ کیلومتر (۵٫۰ مایل) است، زیرا قطب‌ها سردتر هستند. به ازای هر کیلومتر افزایش ارتفاع، دمای هوا به‌طور متوسط ۶٫۵ درجه سلسیوس (۱۱٫۷ درجه فارنهایت) کاهش می‌یابد. از آنجا که تروپوسفر گرم‌ترین دماهای خود را نزدیک به سطح زمین تجربه می‌کند، حجم بالایی از حرکت عمودی گرما و بخار آب در نزدیک سطح وجود دارد که باعث تلاطم‌های جوّی می‌شود. این تلاطم، همراه با وجود بخار آب، دلیلی بر این است که چرا تغییرات وضع هوا در تروپوسفر رخ می‌دهد.
پس از تروپوپاز، لایه استراتوسفر قرار دارد. این لایه از تروپوپاز تا استراتوپاز در ارتفاع حدود ۵۰ کیلومتر (۳۱ مایل)، امتداد دارد. با افزایش ارتفاع ازتروپوپاز تا ارتفاع ۲۰ کیلومتر (۱۲ مایل)، دما ثابت می‌ماند، پس از این ارتفاع، با افزایش ارتفاع، دما نیز شروع به افزایش می‌کند. از این به عنوان وارونگی یاد می‌شود و به دلیل این وارونگی است که استراتوسفر دارای تلاطم نیست. استراتوسفر گرمای خود را از خورشید و لایه ازون که جذب‌کننده تابش فرابنفش است، دریافت می‌کند.
لایه بعدی یعنی مزوسفر، از استراتوپاز تا مزوپاز در ارتفاع ۸۵ کیلومتر (۵۳ مایل) امتداد دارد. در مزوسفر دما با افزایش ارتفاع کاهش می‌یابد و سردترین دمای جوّ زمین در این لایه است. این کاهش دما را می‌توان به کاهش تابش‌های دریافتی از خورشید نسبت داد که بیشتر آن قبلاً توسط ترموسفر جذب شده است.
لایه چهارم جوّ زمین به عنوان ترموسفر شناخته می‌شود و از مزوپاز تا «بالای» اتمسفر برخوردی گسترش می‌یابد. به دلیل دریافت پرتوهای یونیزان قوی در سطح کمربند تابشی ون آلن، برخی از گرم‌ترین دماها را می‌توان در اینجا یافت.